# Dongara
Dongara är en ort i Australien. Den ligger i kommunen Irwin och delstaten Western Australia, omkring 310 kilometer norr om delstatshuvudstaden Perth. Antalet invånare är 1 554.
Trakten runt Dongara är nära nog obefolkad, med mindre än två invånare per kvadratkilometer.. Dongara är det största samhället i trakten. 
Genomsnittlig årsnederbörd är 415 millimeter. Den regnigaste månaden är juni, med i genomsnitt 74 mm nederbörd, och den torraste är februari, med 2 mm nederbörd.